# Grand-Zattry
Grand-Zattry, sous-préfecture du département de Soubré dans la région de la Nawa, dans le District du Bas-Sassandra, est une ville située dans l'ouest de la Côte d'Ivoire.